# Йоан Лампин
Йоан Лампин (на гръцки: Ιωάννης Λαμπινός) е византийски духовник, охридски архиепископ през 1064/65 – 1078 година.

## Биография
Йоан е роден в град Лампа в Мала Азия или в град Лампи на остров Крит. Преди да заеме архиепископския трон в Охрид, Лампин е монах на планината Олимп във Витиния, където по това време е монах и бъдещият константинополски патриарх Йоан VIII Ксифилин. Йоан Лампин е назначен на охридската катедра от император Константин X Дука след смъртта на архиепископ Теодул I през 1064 или 1065 година. Когато Никифор Василаки повежда въстание срещу императора и пристига от Драч в Охрид, той пожелава да бъде коронясан за император в града, но плановете му са провалени от Йоан Лампин, който му се противопоставя и го принуждава да напусне града. Умира през 1078 година.

### Цитирана литература
- Гръцки извори за българската история, Т. VI. София: БАН, 1965, http://www.promacedonia.org/gibi/6/index.html
- Златарски, Васил. История на българската държава презъ срѣднитѣ вѣкове, Том II. България под византийско владичество (1018—1187). Второ фортотипно издание.   София, 1972, [1934].
- Снегаров, Иван. История на Охридската архиепископия, т.1. Второ фототипно издание.   София, Академично издателство „Марин Дринов“, 1995, [1924].